# Raul de Almeida Loureiro e Vasconcelos
Raul de Almeida Loureiro e Vasconcelos CvA • MPCE (Chaves, 6 de Julho de 1865 - 23 de Setembro de 1924/1925), 1.º Visconde de Almeida e Vasconcelos, foi um militar português.

## Biografia
Era filho de Fernando de Almeida Loureiro e Vasconcelos (Viseu, 25 de Junho de 1829 - Bragança, 14 de Julho de 1880), Capitão do Exército, e de sua mulher Mariana Augusta de Vasconcelos de Abreu Castelo Branco (Tondela, Campo de Besteiros, Santa Eulália, 28 de Maio de 1837 - Porto, 30 de Novembro de 1876) e irmão de Fernando de Almeida Loureiro e Vasconcelos.
Assentou Praça no Batalhão de Caçadores N.º 3, a 8 de Julho de 1881, e foi promovido a Alferes a 2 de Maio de 1888, e a Tenente a 26 de Dezembro de 1895, atingindo o posto Capitão a 13 de Agosto de 1902, em que passou à reserva a 17 de Fevereiro de 1912.
Foi condecorado com a Cruz de 1.ª Classe da Ordem do Mérito Militar de Espanha e com a 3.ª Classe ou Comendador do Busto da Ordem do Libertador da Venezuela, e foi Cavaleiro da Ordem de Avis e Medalha de Prata de Comportamento Exemplar.
O título de 1.º Visconde de Almeida e Vasconcelos foi-lhe concedido por Decreto de D. Manuel II de Portugal, por Decreto de data desconhecida de Dezembro de 1908, sendo o primeiro título nobiliárquico concedido por El-Rei D. Manuel II depois de ser aclamado Rei de Portugal.
Casou primeira vez a irmã dos terceiro e quarto Condes de Mafra, D. Tomás de Melo Breyner, com geração, e segunda vez com Maria Luísa Bacelar Quaresma de Azevedo Coelho de Barros Castelo Branco, também com geração. Teve, pelo menos, um filho, do primeiro casamento, Francisco de Melo Breyner de Almeida Loureiro e Vasconcelos, Engenheiro Agrónomo, também conhecido como segundo Visconde de Almeida e Vasconcelos.